# Eidsvoll Plads
Eidsvoll Plads er en plads i Indre By i København. Pladsen fik sit navn 17. maj 2014 i anledning af 200 års jubilæet for Norges grundlov, der blev vedtaget på Eidsvoll 17. maj 1814.

## Placering og udformning
Pladsen ligger som en trekant mellem Øster Voldgade, Grønningen og Nyboder. I det nordlige hjørne støder den op til Oslo Plads, i det østlige til Store Kongensgade og i det sydlige til Kronprinsessegade. Mellem den sydøstlige side og Nyboder ligger en sidegade, der hedder Øster Voldgade ligesom hovedgaden på den nordvestlige side. Vildandegade og Svanegade støder op til denne sidegade. Der er ingen bygninger, der har adresse på pladsen, idet de tilstødende bygninger i Nyboder i stedet alle har adresse til Vildandegade, Svanegade og Store Kongensgade.
Selve pladsen er hovedsageligt beplantet med græs og  træer. På den nordøstlige side mod Grønningen står Ørnulf Basts skulptur To søstre fra 1949 med inskriptionen "Norge takker Danmark 1940-1945". Skulpturen er en gave fra det norske folk som en tak for Danmarks hjælp til Norge under 2. verdenskrig. På den sydlige del af pladsen er der en indhegnet løbegård til hunde. Sidegaden ved Nyboder fungerer som parkeringsplads.

## Baggrund
I 2012 henvendte Folketingets administration sig til Københavns Kommunes Vejnavnenævnet om muligheden for at få navngivet en vej eller plads som markering af det forestående 200 års jubilæum for den norske grundlov. En arbejdsgruppe sammensat af det danske kongehus, regeringen og Folketingets administration var i den forbindelse enige om, at det mest oplagte navn ville være Eidsvoll, hvor grundloven blev vedtaget, og som derfor er et vigtigt norsk mindesmærke. Vejnavnenævnet bemærkede, at det normalt ikke efterkommer ønsker til navne udefra, da man fik flere forslag, end der var steder, der skulle have navn. I dette tilfælde var man dog enig i at markere jubilæet ved at kalde den unavngivne plads for Eidsvoll Plads.
Navnet blev sendt i høring i slutningen af 2013. Indre By Lokaludvalg havde ingen indvendinger men opfordrede Teknik- og Miljøforvaltningen til at indrette pladsen, så den ville blive til glæde for borgerne. Nyboder Beboerforening var mod, da de opfattede pladsen som en del af Nyboder, og at der derfor burde stilles særlige krav til navngivning i det vigtige historiske område. Overfor dette bemærkede forvaltningen, at pladsen på siden over for Nyboder støder op mod Oslo Plads, og at flere gader og pladser nord for den ligeledes har nordiske navne. Navnet ville således indgå i den eksisterende gruppe. På selve pladsen stod i forvejen skulpturen To søstre, der netop er en norsk gave. På den baggrund indstillede Vejnavnenævnet til Teknik- og Miljøudvalget, at det skulle godkende navnet, og at det ville træde i kraft på jubilæumsdagen 17. maj 2014. Dette vedtog udvalget på sit møde 7. april 2014 uden afstemning.
På jubilæumsdagen, hvor det nye navn blev taget i brug, blev det markeret med taler af Stortingets vicepræsident Ingjerd Schou, teknik- og miljøborgmester Morten Kabell og Folketingets næstformand Bertel Haarder. Der var desuden mødt flere op i norske folkedragter, mens Den Kongelige Livgardes Musikkorps spillede. Ingjerd Schou var som Norges repræsentant meget rørt og sammenfattede det med ordene "Eidsvoll hjemme og Eidsvoll her, det er symbolsk, men nå også rent faktisk."